# المجلس القومي للصحة النفسية (مصر)
المجلس القومي للصحة النفسية هو مجلس حكومي مصري منشأ بالقرار رقم 104 لسنة 2010 في 31 مارس 2010, وذلك ليكون الأداة والإدارة الموكل إليها تنفيذ القانون رقم 71 لسنة 2009 بشأن رعاية حقوق المريض النفسي، وينبثق من المجلس مجالس إقليمية بالمحافظات تتولى مراقبة  تطبيق القانون في منشآت الصحة النفسية الحكومية و الخاصة التابعة لإشرافها، وتستعين المجالس الإقليمية بأمانات فنية لها تتولى مهمة تنفيذ ما يصدر عن المجالس من قرارات.